# 작은 아씨들 - 조의 아이들
작은 아씨들 - 조의 아이들(일본어: 若草物語 ナンとジョー先生 작은 아씨들 난과 조 선생님[*])은 닛폰 애니메이션에서 제작한 애니메이션으로 세계명작극장 시리즈 중 한 편이다. 1993년 1월 17일부터 1993년 12월 19일까지 방영되었으며 우리나라에서는 KBS 제2TV에서 1994년 방영되었고 2021년 5월 24일부터 대원방송에서도 방영돼 8월 3일 종영되었다. KBS 방영 제목은 왈가닥 작은 아씨였으나 대원방송 방영 제목은 작은 아씨들 - 조의 아이들이다. 루이자 메이 올컷의 대표작인 《작은 아씨들》의 속편 《Little Men》을 원작으로 하고 있다. 등장인물의 연령이나 성격의 변화 및 원작에 없는 인물이 나오는 등 애니메이션만의 특징도 있다.

## 방송 일시
| 방송 채널 | 방송일                      | 방송 시간 |
| --------- | --------------------------- | --------- |
| 후지 TV   | 1993년 1월 17일 ~ 12월 19일 | 종료      |
| KBS2      | 1994년                      | 종료      |

## 등장인물
- 애니 낸 하딩

작품의 주인공으로 말괄량이 아가씨.
- 조 베어

플럼필드의 교사. 《작은 아씨들》 속 마치 가의 둘째딸 조의 결혼 후 모습이다.
- 베어 선생

조의 남편이자 플럼필드의 교사.
- 데미 브루크

조의 언니 메그의 아들로 쌍둥이 남매 중 오빠.
- 데이지 브루크

조의 언니 메그의 딸로 쌍둥이 남매 중 동생.
- 롭 베어

조의 장남.
- 테디 베어

조의 차남.
- 내트 블레이크
- 토미 뱅스

플럼필드의 학생.
- 네드 파커

플럼필드의 학생.
- 댄 킨

플럼필드 학교의 문제아.

### 목소리 출연
- 주희 : 낸
- 손정아 : 조
- 설영범 : 베어
- 정미숙 : 토미
- 김환진 : 댄

### 대원판
- 정유정 : 낸
- 강시현 : 조
- 신나리 : 데이지, 네드
- 이명화 : 데미, 에미시아
- 정미숙 : 메그
- 박준원 : 댄, 베어
- 임혁 : 토미, 에밀, 사일러스
- 권다예 : 내트
- 손정민 : 테디
- 이주은 : 로브
- 박준형 : 잭, 말리, 브룩
- 원종준 : 프란츠, 지미
- 김종엽 : 퍼스
- 임혁 : 토미, 에밀, 사일러스
- 권다예 : 내트
- 손정민 : 테디
- 이주은 : 로브
- 박준형 : 잭, 말리, 브룩
- 원종준 : 프란츠, 지미
- 김종엽 : 퍼스

### OST
- 무정 : 이혜선(KBS판)
- 내일도 맑음 : 이은조
- 푸른하늘에딩동 : 성예원

### 제작진
- 심상백 : 기획
- 송경아, 손승희, 김한솔, 장아름, 이서영, 신수연, 김아리 : 수입, 배급
- 김솔샘, 김한솔, 황서연, 정현식, 김은정 : 편성
- 김인경, 백지연, 이동영 : 운행
- 배정민, 김효정, 박찬경 : OVP
- 온새미로 : 번역
- 조혜은 : 녹음, 믹싱
- 성호진 : 종합편집, 연줄

## 같은 보기
- 작은 아씨들